# پیله‌آی پرپشت
پیله‌آی پرپشت (انگلیسی: Pilea involucrata) مشهور به گیاه دوستی نوعی گیاه پرپشت آویزشونده از سردهٔ پیله‌آ است که در محیط‌های بسیار مرطوب ازجمله به صورت تراریوم کشت می‌شود. این گیاه بومی آمریکای مرکزی و جنوبی است.